# The Pop Kids
Singles de Pet Shop Boys
Fluorescent
(2014) Twenty-something
(2016)
The Pop Kids est une chanson du duo britannique Pet Shop Boys extraite de leur treizième album studio, Super, paru le 1er avril 2016.
Le 11e mars 2016, trois semaines avant la sortie de l'album, la chanson a été publiée en single. C'était le premier single tiré de cet album.

## Classements
| Classement (2016)                      | Meilleure position |
| -------------------------------------- | ------------------ |
| Belgique (Flandre Ultratop 50 Singles) | Tip                |
| Belgique (Wallonie Ultratip 50)        | 44                 |
| France (SNEP)                          | 138                |
| Japon (Hot 100)                        | 80                 |
| États-Unis (Dance Club Songs)          | 1                  |